# Folcodina
Folcodina é um fármaco antitussígeno. Sua estrutura é parecida com a dos opióides, mas esta não possui qualquer ação opióide, devido a substituição na posição 3 não ser removida pelo metabolismo.